# Russische Keizerlijke Garde

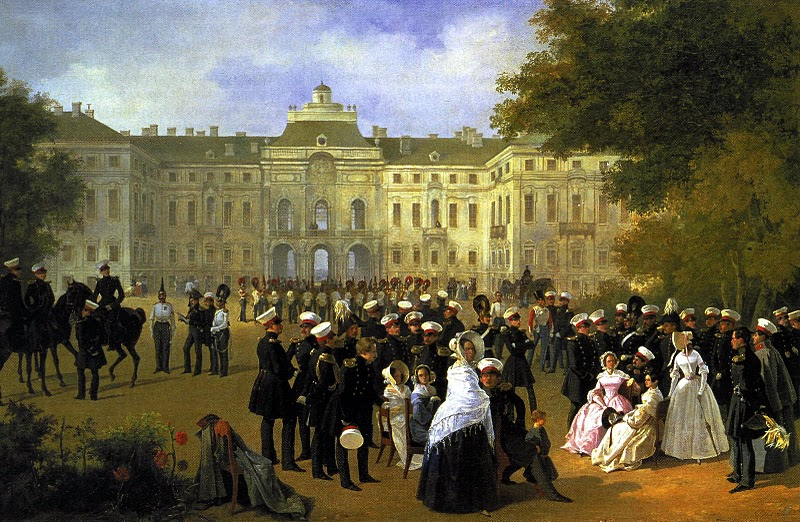
Lijfgardereceptie bij het Konstantinov-paleis in Strelna.

De Russische keizerlijke garde of lijfgarde (Russisch: Лейб-гвардия; Lejb-gvardieja; van het Duitse Leib) was de benaming voor de gezamenlijke militaire eenheden die dienden als de persoonlijke bewakers van de tsaar (keizer) van het Russische rijk tot de Russische revolutie van 1917. De eerste eenheden werden geformeerd door Peter de Grote en werden aangeduid als Semejonovski (Семёновский) en Preobrazjenski (Преображенский) infanterieregimenten; zij werden de meest befaamde garde-eenheden en hun officieren speelden een actieve rol bij de "Paleisrevoluties" van de tsarina's Elisabeth I en Catharina de Grote.
Na verloop van tijd werd de lijfgarde uitgebreid met enkele regimenten dragonders, huzaren en kozakken en vanaf 1819 ook met een marine-esquadron: de garde equipage (Gvardejiski ekipazj). De Finse scherpschuttersgarde volgde in 1829 en werd gepromoveerd tot oude garde in 1879.
Elke soldaat en officier van de garde droeg een naam die voorafgegaan werd door de benaming lijfgarde (Лейб-гвардии ...), zoals de kolonel van de lijfgarde (Лейб-гвардии полковник; polkovnik). De vorst was zelf commandant van de lijfgarderegimenten, waardoor alleen hij en enkele leden van de familie van de vorst de titel van kolonel van de lijfgarde konden dragen.
Benoemde officieren stonden twee rangen hoger in de tabel van rangen dan reguliere legerofficieren. Later werd dit 1 rang; eerst alleen voor de leden van de nieuwe garde en later voor de hele lijfgarde. Toen de rang van majoor werd afgeschaft in 1884, werden de meeste rangen onder rang VII een positie naar boven verschoven, waarmee ze terugkeerden naar de positie van de oude garde.
| Rang, oude garde             | Rang, nieuwe garde           | Categorie           | Infanterie                                                                                | Cavalerie, Kozakken tot 1891                                                              | Kozakken (vanaf 1891)         |
| ---------------------------- | ---------------------------- | ------------------- | ----------------------------------------------------------------------------------------- | ----------------------------------------------------------------------------------------- | ----------------------------- |
| IV                           | V                            | Stafofficieren      | kolonel (Полковник)                                                                       | kolonel (Полковник)                                                                       | kolonel (Полковник)           |
| V                            | VI                           | Stafofficieren      | hulpkolonel (Подполковник) (tot 1798);                                                    | hulpkolonel (Подполковник) (tot 1798);                                                    |                               |
| VI                           | VII                          | Stafofficieren      | eerste majoor, tweede majoor (Премьер-майор, секунд-майор) (tot 1798)                     | eerste majoor, tweede majoor (Премьер-майор, секунд-майор) (tot 1798)                     |                               |
| VII                          | VIII                         | Ober-officieren     | kapitein (Капитан)                                                                        | ritmeester (Ротмистр)                                                                     | jesaoel (Есаул)               |
| VIII                         | IX                           | Ober-officieren     | stabs-kapitein (Штабс-капитан)                                                            | stabs-ritmeester (Штабс-ротмистр)                                                         | hulp-jesaoel (Подъесаул)      |
| IX                           | X                            | Ober-officieren     | poroetsjik (Поручик)                                                                      | poroetsjik (Поручик)                                                                      | sotnik (Сотник)               |
| X                            | XI                           | Ober-officieren     | hulp-poroetsjik (Подпоручик)                                                              | hulp-poroetsjik (Подпоручик)                                                              | choroenzji (Хорунжий)         |
| XI                           | XII                          | Ober-officieren     | praporsjtsjik (Прапорщик)                                                                 | kornet (Корнет)                                                                           |                               |
| XII                          | XIII                         | Onderofficieren     | feldwebel (Фельдфебель)                                                                   |                                                                                           |                               |
| XIII                         | XIV                          | Onderofficieren     | sergeant (Сержант) feldwebel (1800-1884)                                                  | wachtmeester (Вахмистр)                                                                   | hulp-choroenzji (Подхорунжий) |
| XIV                          |                              | Onderofficieren     |                                                                                           |                                                                                           |                               |
|                              |                              | Onderofficieren     | hulp-praporsjtsjik (Подпрапорщик); senior unteroffizier (Старший унтер-офицер) vanaf 1800 | hulp-praporsjtsjik (Подпрапорщик); senior unteroffizier (Старший унтер-офицер) vanaf 1800 | wachtmeester (Вахмистр)       |
| unteroffizier (Унтер-офицер) | unteroffizier (Унтер-офицер) | Onderofficieren     | oerjadnik (Урядник)                                                                       |                                                                                           |                               |
| gefreiter (Ефрейтор)         |                              | Onderofficieren     | prikazny (Приказный)                                                                      |                                                                                           |                               |
|                              |                              | Ryadovoi (Soldaten) | musketier, fuselier, grenadier etc. (Мушкетёр, фузилёр, гренадёр и т.д.)                  | dragonder, huzaar, kurassier, kozak etc. (Драгун, гусар, кирасир, казак и т.д.)           | kozak (Казак)                 |